# Ferrières-Poussarou
Ferrières-Poussarou (okzitanisch: Ferrièiras de Possaron) ist eine französische Gemeinde mit 67 Einwohnern (Stand: 1. Januar 2022) im Département Hérault in der Region Okzitanien. Sie gehört zum Arrondissement Béziers und zum Kanton Saint-Pons-de-Thomières. Die Einwohner werden Ferriérois genannt.

## Lage
Ferrières-Poussarou liegt im Regionalen Naturpark Haut-Languedoc (Parc naturel régional du Haut-Languedoc) in den südöstlichen Ausläufern der Montagne Noire, etwa 30 Kilometer nordwestlich von Béziers. Umgeben wird Ferrières-Poussarou von den Nachbargemeinden Saint-Étienne-d’Albagnan im Norden, Berlou im Nordosten, Prades-sur-Vernazobre im Osten und Südosten, Pierrerue und Saint-Chinian im Südosten, Babeau-Bouldoux im Süden, Pardailhan im Südwesten und Westen sowie Riols im Westen. 
Die Reben in der Gemeinde gehören zum Weinbaugebiet Saint-Chinian.

## Bevölkerungsentwicklung
| Jahr                       | 1962 | 1968 | 1975 | 1982 | 1990 | 1999 | 2006 | 2012 | 2020 |
| Einwohner                  | 48   | 40   | 38   | 35   | 40   | 49   | 59   | 80   | 52   |
| Quellen: Cassini und INSEE |      |      |      |      |      |      |      |      |      |

## Sehenswürdigkeiten

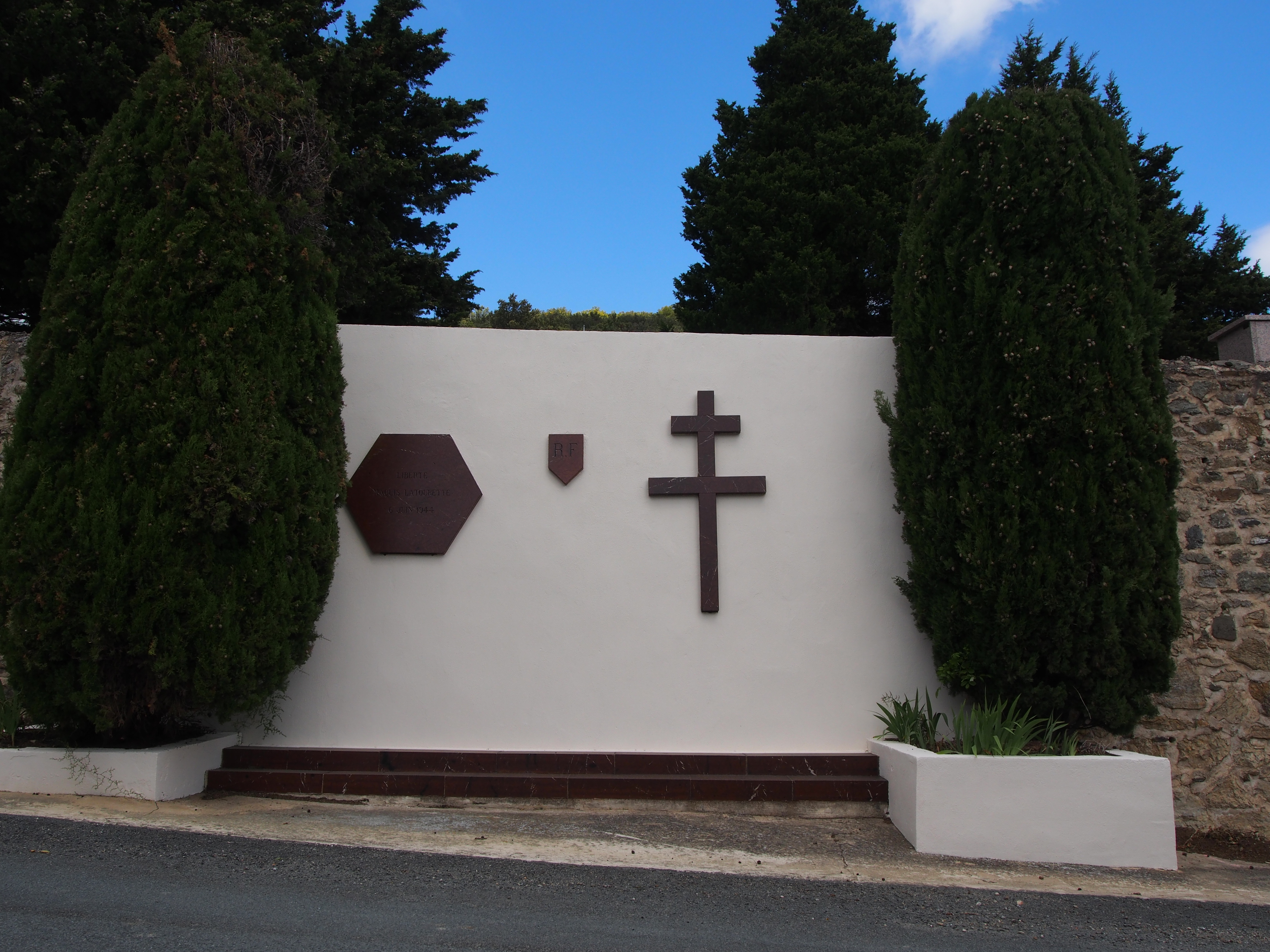
Résistance-Denkmal

- Kirche Saint-Pierre
- Kapelle Notre-Dame-de-la-Dourgue